# Judea Pearl
Judea Pearl (* 4. září 1936, Tel Aviv) je izraelsko-americký informatik a filozof. Proslul tím, že vytvořil koncept bayesovské sítě, pravděpodobnostní model, který využívá grafovou reprezentaci pro zobrazení pravděpodobnostních vztahů mezi jednotlivými jevy. Vzestup popularity v užívání bayesovských sítí nastal s rozmachem počítačů v 80. letech 20. století. V roce 2011 obdržel nejprestižnější ocenění v oblasti počítačové vědy, Turingovu cenu, a to za "fundamentální příspěvky k rozvoji umělé inteligence prostřednictvím rozvoje kalkulu pro pravděpodobnostní a kauzální vyvozování".
Narodil se v Tel Avivu židovským emigrantům z Polska. Z matčiny strany je příbuzným chasidského rabína Menachema Mendela z Kotsku. Po službě v izraelské armádě se Pearl rozhodl žít nějaký čas v kibucu, posléze vystudoval elektroinženýrství na Technionu (1960). Poté se rozhodl pokračovat ve studiích ve Spojených státech, na New Jersey Institute of Technology a na Rutgers University získal magisterský titul ve svém oboru a posléze získal doktorát (Ph.D.) na New York University Tandon School of Engineering (1965). Poté pracoval v laboratořích Radio Corporation of America. V roce 1970 se přesunul na Henry Samueli School of Engineering and Applied Science, pracoviště Kalifornské univerzity v Los Angeles. Patřil k zakladatelům odborného časopisu Journal of Causal Inference. V současnosti je na Kalifornské univerzitě profesorem počítačové vědy a ředitelem Cognitive Systems Laboratory. V roce 2014 byl zvolen do Národní akademie věd Spojených států amerických.
Je znám tím, že dodržuje židovské náboženské zvyky, ačkoli je ateistou. Jeho syn Daniel Pearl, novinář Wall Street Journal, byl v roce 2002 v Pákistánu unesen a zavražděn teroristy spojenými s Al-Káidou a Mezinárodní islámskou frontou.